# آلپر گزراوچی
آلپر گزراوچی (ترکی استانبولی: Alper Gezeravcı؛ زادهٔ ۲ دسامبر ۱۹۷۹) یک خلبان نظامی و اولین فضانورد اهل ترکیه است. او با شرکت در یک پرواز فضایی ویژه که توسط SpaceX به ایستگاه فضایی بین‌المللی در ۱۸ ژانویه ۲۰۲۴ با مأموریت Axiom Mission 3 (یا Ax-3) برنامه‌ریزی شده بود، به ایستگاه فضایی بین‌المللی پرواز کرد.

## اوایل زندگی
او در سیلیفکه، مرسین، در خانواده‌ای با تبار یوروک به دنیا آمد.
سرهنگ خلبان آلپر گزراوچی از جمله سربازانی بود که در سال ۲۰۱۲ به عنوان بخشی از تحقیقات دربارهٔ توطئه جاسوسی جنبش گولن در ازمیر از نیروهای مسلح ترکیه (TSK) اخراج شدند. او در سال ۲۰۲۰ تبرئه و تبرئه شد و متعاقباً به TSK بازگشت. 

## حرفه
انتصاب وی در اواخر آوریل ۲۰۲۳ توسط رجب طیب اردوغان اعلام شد. گزراوچی به عنوان بخشی از مأموریت SpaceX Axiom Space-3 که برای سه‌ماهه آخر سال ۲۰۲۳ برنامه‌ریزی شده‌است و او ۱۴ روز را در فضا سپری خواهد کرد. او به همراه سه فضانورد بین‌المللی دیگر از مرکز فضایی کندی به فضا خواهد رفت. گزراوچی پرچم ترکیه، عکس‌های خانوادگی و برخی موارد مربوط به فرهنگ یوروک را به همراه دارد.
اولین سخنان آلپر گزراوچی در فضا، با اشاره به بنیانگذار جمهوری ترکیه، مصطفی کمال آتاتورک، این بود: «آینده در آسمان است».
او در رشته مهندسی الکترونیک در آکادمی نیروی هوایی ترکیه تحصیل کرده‌است و همچنین از مؤسسه فناوری نیروی هوایی در دیتون، اوهایو نیز فارغ‌التحصیل شده‌است.. او یک خلبان در نیروی هوایی ترکیه با ۲۱ سال تجربه است. او با F-16 پرواز می‌کند.